# تغليف معوي

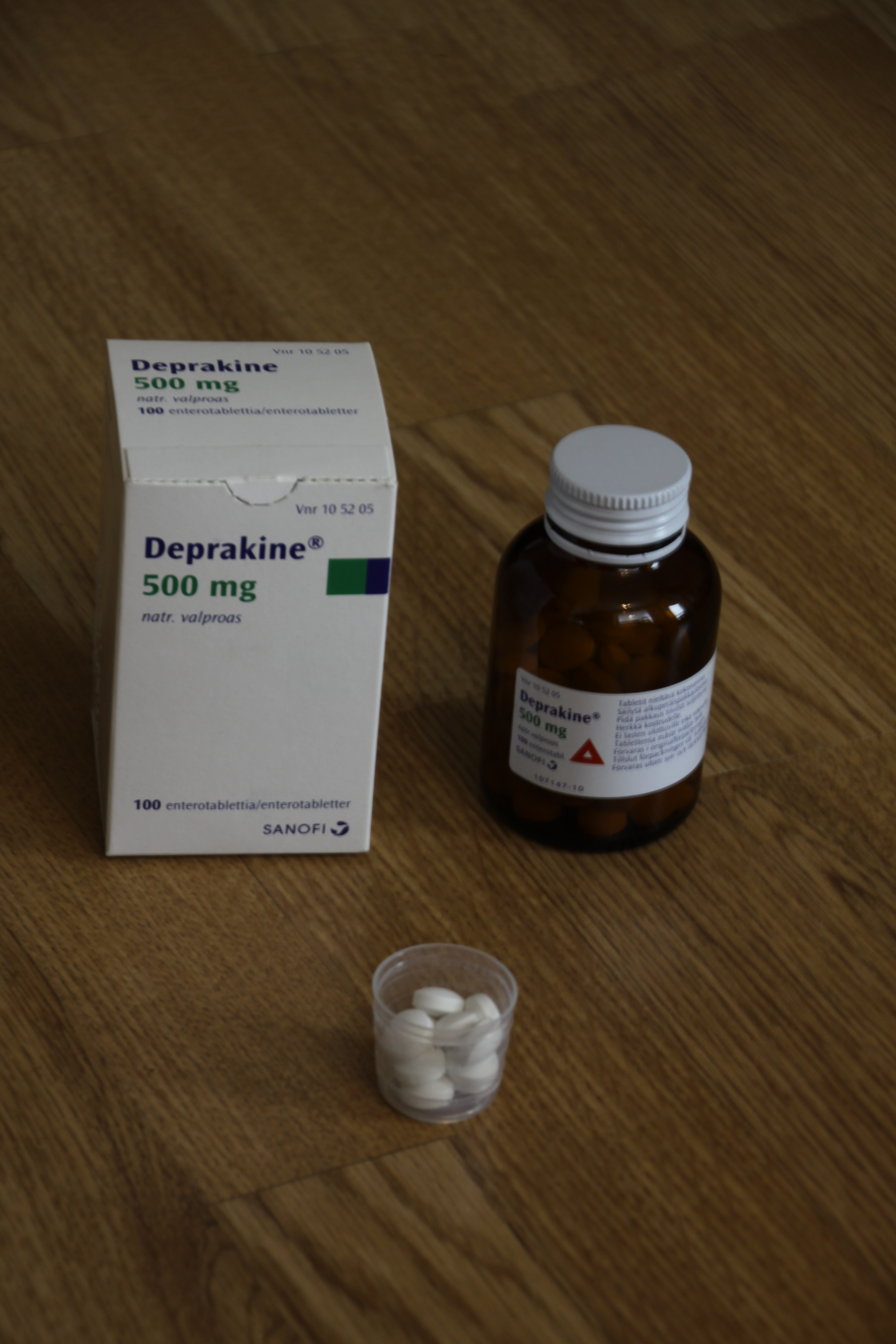

التغليف المعوي (بالإنجليزية: enteric coating)‏ هو حاجز مبلمري يوضع على الأدوية التي تؤخذ عن طريق الفم. وهو يساعد على حماية الدواء من الحموضة خصوصا في المعدة.
معظم الأدوية المغلفة معويا تعمل عن طريق إيجاد سطح صامد أمام القيم شديدة الحمضية للرقم الهيدروجيني الموجودة في المعدة لكنه يتفكك عند القيم الأقل حمضية للرقم الهيدروجيني (القاعدية أكثر نسبيا).